# 데이빗밭쥐속
데이빗밭쥐속(Eothenomys)은 비단털쥐과에 속하는 설치류 속의 하나이다. 8종을 포함하고 있다.

## 하위 종
| - 카친붉은등밭쥐 (E. cachinus) - 프랫밭쥐 (E. chinensis) - 시난밭쥐 (E. custos) - 페레다비드밭쥐 (E. melanogaster) | - 윈난붉은등밭쥐 (E. miletus) - 자오퉁밭쥐 (E. olitor) - 위롱샨밭쥐 (E. proditor) - 워드붉은등밭쥐 (E. wardi) |